# De wenssteen
De wenssteen is het vijfde verhaal uit de reeks Dag en Heidi.  Het verhaal verscheen integraal in weekblad Ohee nummer 255 op 2 maart 1968. Het werd tot nu toe nog niet in albumvorm uitgegeven.

## Personages
- Dag
- Heidi
- Hans
- vader van Hans
- Kristen
- Joachim
- Bongo
- True
- vader van Bongo
- de tovenaar

## Verhaal
Dag en Heidi willen een hondje redden dat onderaan de rotsen gewond ligt en dreigt meegenomen te worden door het water. Dag gaat hulp halen, maar als Heidi ziet dat het hondje van de rotsen begint af te glijden, daalt ze af naar beneden. Ze komt zonder probleem bij het diertje. Maar als ze met hem terug naar boven klimt, breekt een tak en belanden beide in het water. Dag is net terug en ziet het drama. Via een roeiboot probeert hij zijn zusje te redden, maar ze is verdwenen. Uiteindelijk komt hij in de zee terecht. Hij weigert te geloven dat Heidi verdronken zou zijn.
Dag wordt opgepikt door een schip met 4 bemanningsleden. De schipper Kristen en doofstomme Joachim zijn aardig voor Dag, maar Hans en diens vader zijn de jongen liever kwijt dan rijk. Zij zijn immers op zoek naar een schat dat zich op een nabijgelegen eiland bevindt en willen liever geen pottenkijkers. Hans weet Dag met een smoes mee te krijgen naar het eiland waar hij de jongen achterlaat. Als Kristen dit te weten komt stuurt hij Hans en diens vader van zijn schip af. Vader en zoon trekken naar het eiland en gaan op zoek naar de schat. Kristen besluit om Dag te gaan zoeken.
Inmiddels heeft Dag een jonge inboorling die werd aangevallen door een leeuw weten te redden. De jongen heet Bongo en is de zoon van het opperhoofd. Bongo is Dag zo dankbaar dat hij hem de steen schenkt die rond zijn nek hangt. Bongo vertelt Dag dat het een magische steen is waar hij drie wensen mee kan doen. Bongo legt aan Dag uit hoe hij bij het dorp moet komen waar hij als gast zal ontvangen worden. Bongo gaat verder op jacht.
Dag zijn eerste wens is dat hij niet zal worden aangevallen door een wild dier. Zijn tweede wens is dat hij wil weten of Heidi nog leeft en waar ze zich bevindt. Als Dag in slaap valt, droomt hij wat er met Heidi is gebeurd. Hans en zijn vader komen tot bij de slapende Dag en gebruiken de steen om de derde wens om zo achter de schuilplaats van de schat te komen. Ze gaan prompt naar de plek toe die zich in een grot bevindt.
Heidi ging kopje onder maar werd gered door True, een zeemeermin. Omdat Heidi zichzelf had opgeofferd om een dier te redden, stond de heerser van de zee (heer Walrus) toe dat ze weer naar het land mocht. True neemt Heidi mee in een oesterschelp en zet het meisje af op het strand. Haar broer is echter meegenomen door de inboorlingen. Heidi vindt Kristen die zal helpen haar weer met Dag te verenigen. Ondertussen is ook Bongo achter de slechte bedoelingen van Hans en zijn vader gekomen. Er ontstaat een heuse strijd om de schat.
Uiteindelijk vinden broer en zus elkaar weer en gaan ze mee met de schipper. Hans en zijn vader geven hun schattenjacht op. Wanneer ze door Kristen worden gered van de inboorlingen tonen ze berouw omwille van hun hebzucht.